# Rendswühren
Rendswühren er en by og kommune i det nordlige Tyskland, beliggende i Amt Bokhorst-Wankendorf i den sydvestlige del af Kreis Plön. Kreis Plön ligger i den østlige/centrale del af delstaten Slesvig-Holsten.

## Geografi
Rendswühren er beliggende omkring 13 km øst for Neumünster og omkring 2 km vest for Bundesautobahn 21 (der går fra Kiel mod Bad Segeberg) tæt ved Bundesstraße 430 fra Neumünster mod Plön.
I kommunen ligger landsbyerne og bebyggelserne Altenrade, Hollenbek, Neuenrade, Schipphorst, Schipphorsterfeld, Viehbrook, Griesenbötel og Wühren.
I 1871 fandt man ved Heidmoor i Rendswühren et moselig – ''Rendswührenmanden'' (de), der nu kan ses på Gottorp Slot i Slesvig by.